# La loca sin zapatos
La loca sin zapatos es el decimoséptimo disco oficial de Congreso, que contiene temas inéditos, luego de 6 años de no editar una placa con temas nuevos.
Es editado por Macondo, sello independiente de Sergio "Tilo" González.

## Historia
Luego de 4 años de silencio discográfico, Congreso decide volver a grabar un disco bajo el formato canción. Bajo esta temática de "La loca sin zapatos" nace esta obra, la cual se refiere a la gente que pasa mayormente desapercibida en la sociedad, tema que siempre le ha interesado a Francisco Sazo. La placa fue estrenada los días 3, 4 y 5 de enero de 2002 en la sala SCD, recibiendo muy buenas críticas y una gran aceptación de su público. Este sería el último disco de Congreso en donde participaría Jaime Vivanco.

## Música y lírica
Los textos de este disco, van contextualizadas con lo cotidiano, partiendo desde la búsqueda de la fama: ("La loca sin zapatos), pasando por temas románticos ("Pasillo de amor", "La última mirada), y terminando en un tributo al séptimo arte ("Recuerdos del Rivoli").
En lo que respecta a lo musical, Congreso incursiona en otros ritmos, como el mambo, la cumbia e incluso algunos compases con algo de Hip-Hop, sin dejar de lado la esencia del Jazz y del Folklore que siempre los ha caracterizado.
Además, el disco contiene un cover de "Angelita Huenumán", que aparece en el "Tributo a Víctor Jara"; un tema que pertenece al saxofonista Jaime Atenas: "El festejo de Tatana" que sorprende por el solo de cajón por parte de Raúl Aliaga; y "Arte de un pájaro" compuesta por Claudio "Pajarito" Araya, con letra de Francisco Sazo.
Por último, en este disco participan músicos invitados que aportan con distintos matices a las canciones de este disco.

## Lista de canciones
1. La loca sin zapatos. (mambo)
2. Pasillo de amor.
3. En la movilización. (cumbia) (canción provisional)
4. La última mirada.
5. Mi corazón en dos.
6. Me dormiré sonriendo. (Ya agai mweti)
7. Arte de un pájaro.
8. Angelita Huenumán.
9. El festejo de Tatana.
10. Estoy que tiro la toalla.
11. Farewell. (Amo el amor de los marineros)(...de la obra "Los Poetas de Chile")
12. ...También es cueca.
13. Recuerdos del Rivoli.

Música: Sergio "Tilo" González (excepto "El Festejo de Tatana", de Jaime Atenas, "Arte de un pájaro" de Claudio Araya, y "Angelita Huenuman" de Víctor Jara.)
Textos: Francisco Sazo

## Integrantes
- Sergio "Tilo" González: composición, batería, percusión.
- Francisco Sazo: voz, tarkas, textos.
- Hugo Pirovic: flautas, oboe, percusión, coros.
- Jaime Vivanco: piano, teclados.
- Jaime Atenas: saxo soprano, tenor, barítono.
- Jorge Campos: bajo eléctrico, fretless, contrabajo, coros.
- Raúl Aliaga: marimba, percusión.
- Claudio "Pájarito" Araya: guitarra, cuatro, tiple, percusión.

## Invitados
- Ricardo Ramírez del grupo "Editus" de Costa Rica: violín en "Mi corazón en dos".
- Florencia Aguilera: voz femenina Hip-Hop en "En la movilización.
- Mariela González: voz femenina en "La última mirada".
- Simón González: guitarra eléctrica en "La última mirada".
- Carmen Prieto: maracas "En la movilización".

- Cuerdas en "Pasillo de amor":

- Elena Batrakova: violín.
- Bárbara González: violín.
- Sebastián Acevedo: violín.
- Luis José recart: viola.
- Matias Recart: violoncelo.
- Julio Martinez: contrabajo.

- Datos: Q5967204